# Stevie Wonder

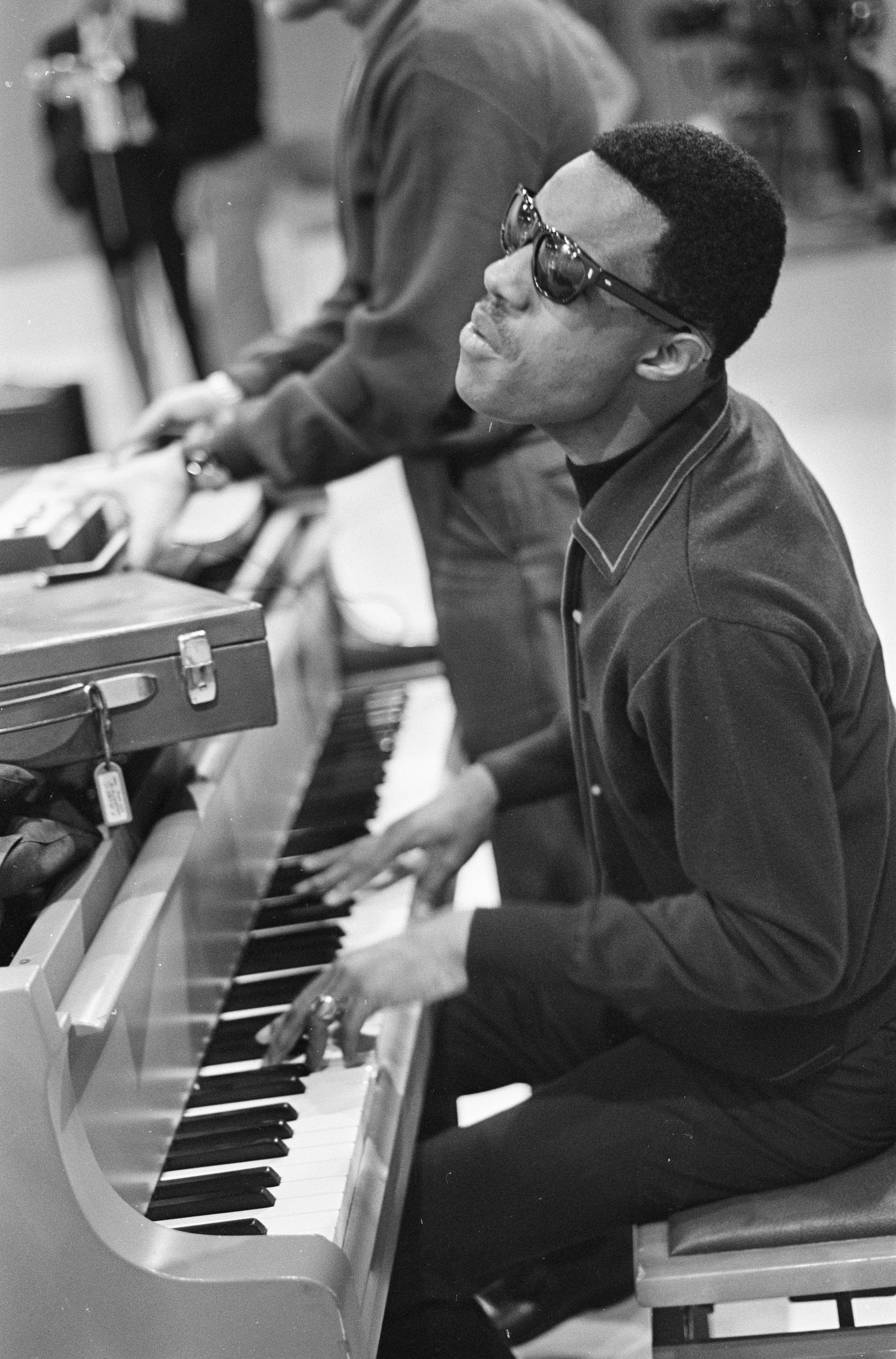
In 1967 tijdens een repetitie voor een optreden in een TROS-programma

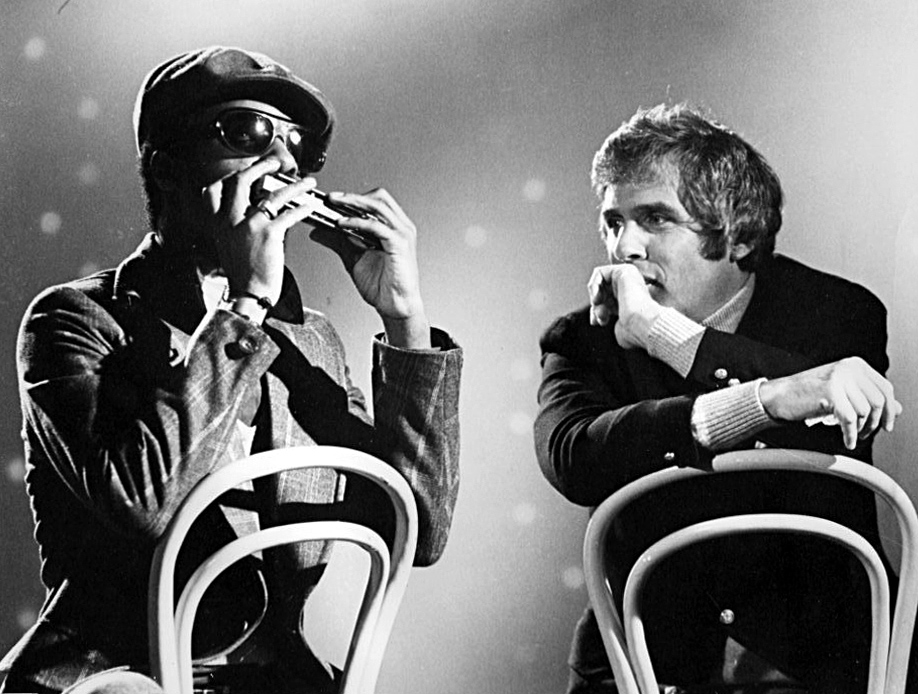
Stevie Wonder tijdens een optreden met Burt Bacharach in de jaren zestig

Stevie Wonder (Saginaw (Michigan), 13 mei 1950), geboren als Stevland Hardaway Judkins of Stevland Hardaway Morris, is een Amerikaans zanger, componist en multi-instrumentalist. Op twaalfjarige leeftijd werd deze blinde rhythm-and-blues-, soul-, pop- en funkartiest door Motown geïntroduceerd als de nieuwe Ray Charles. In het begin werd zijn carrière vrijwel geheel door de platenbazen bepaald, maar in de jaren zeventig verwierf hij met een nieuw platencontract artistieke vrijheid en nam hij een aantal muziekalbums op die door zowel het publiek als recensenten gunstig werden ontvangen. Hij oogstte succes met onder meer "Higher Ground" en "I Just Called to Say I Love You". Hij heeft meer dan honderd miljoen platen verkocht, won vijfentwintig Grammy Awards en werd in 1989 opgenomen in de Rock and Roll Hall of Fame.

## Biografie

### Jeugd: van 1950 tot 1969
Wonder werd twee maanden te vroeg geboren en bracht zijn eerste dagen door in een couveuse. Hij kreeg zuurstof omdat hij niet goed ademde door onrijpheid van zijn longen. Het teveel aan zuurstof dat hem in de couveuse werd toegediend, verstoorde echter de groei van de bloedvaten in zijn ogen, waardoor hij blind werd. Deze aandoening wordt prematurenretinopathie genoemd.
Wonder is het derde kind van Lula Mae Hardaway, die uiteindelijk zes kinderen kreeg. Zijn vader heette Calvin Judkins, maar op Wonders geboorteakte stond de naam Morris vermeld. Door de jaren heen heeft Wonder gebruikgemaakt van verschillende namen: Morris, Judkins en Hardaway. Calvin Judkins was een veteraan van de Tweede Wereldoorlog. Hij had een drankprobleem, sloeg zijn vrouw en zou haar gedwongen hebben tot prostitutie. Hardaway scheidde in het voorjaar van 1953 van Judkins en verhuisde met de kinderen naar Detroit.

#### Eerste successen
Op zevenjarige leeftijd speelde Wonder voor het eerst piano. Hij zong in een kerkkoor en leerde zichzelf (chromatische) mondharmonica, drums en basgitaar spelen. Hij maakte vaak muziek met een jeugdvriendje, John Glover. Als "John and Steve" imiteerden ze zangers als Jackie Wilson en Smokey Robinson, die ze op de radio hoorden. Wonder bespeelde daarbij de bongo's en Glover speelde gitaar. Een neef van Glover, Ronnie White, maakte met Robinson deel uit van rhythm-and-bluesgroep The Miracles. Nadat hij Wonders vertolking van het Miracles-lied "Lonely Boy" had gehoord, regelde White een auditie bij Hitsville Records (later omgedoopt tot Motown). Brian Holland, destijds werkzaam bij dit platenlabel als scout, was onder de indruk en bracht Wonder in contact met oprichter Berry Gordy.
Op elfjarige leeftijd sloot Wonder, geholpen door zijn moeder, met Motown zijn eerste platencontract. Hij volgde lessen aan de Michigan School for the Blind en bracht veel van zijn vrije tijd door in de muziekstudio. In augustus 1962 werd het liedje "I Call It Pretty Music, but the Old People Call It the Blues" als eerste single van Wonder uitgegeven. Enkele maanden later verschenen ook "Little Water Boy" en "Contract on Love" in de winkel. Geen van de singles zorgde voor succes en zijn eerste twee albums, The Jazz Soul of Little Stevie (september 1962) en Tribute to Uncle Ray (oktober 1962), konden evenmin het grote publiek bekoren. In 1963 brak Wonder echter door met het liedje "Fingertips (Part 2)". Deze single, die tijdens een optreden in het Regal-theater in Chicago werd opgenomen, werd op 21 mei 1963 uitgebracht onder de naam Little Stevie Wonder. In "Fingertips" nam Wonder de zangpartijen, bongo's en mondharmonica voor zijn rekening en het drumspel werd verzorgd door Marvin Gaye. De single werd in de Verenigde Staten een nummer één-hit.
De mensen achter het Motownlabel vreesden dat het succes van "Fingertips" niet geëvenaard zou worden. Bijna het gehele repertoire van Wonder werd in het begin van de jaren zestig bepaald door de managers en schrijvers van Motown, zoals Holland en Clarence Paul. Tussen september 1963 en augustus 1965 werden zeven singles uitgegeven. De succesvolste hiervan, "Hey Harmonica Man", behaalde de negenentwintigste plek in de Amerikaanse hitlijst. De voor hem geschreven liedjes sloegen niet aan en tot overmaat van ramp kreeg Wonder de baard in de keel. Het probleem met zijn stem werd ondervangen doordat hij zijn nummers in duet ging zingen met Paul. Sylvia Moy hoorde Wonder een riff spelen en maakte daar in samenwerking met Henry Cosby het liedje "Uptight (Everything's Alright)" van. In november 1965 werd dit lied als single uitgegeven en met een derde plaats in de Amerikaanse hitlijst betekende dit nummer een heropleving van Wonders succes. Met "A Place in the Sun" en een vertolking van het door Bob Dylan geschreven "Blowin' in the Wind" scoorde Stevie Wonder, sinds 1964 zonder de toevoeging "Little", nog meer hits.
In de tweede helft van de jaren zestig schreef Wonder veel van zijn liedjes samen met Cosby en Moy. Hij nam zijn muzikale ideeën met een bandrecorder op, waarna Cosby er verder aan schaafde. Moy hielp met het schrijven van de liedteksten. Wonder vertelde in 1969 in een interview dat het schrijven van hele liedteksten niet aan hem besteed was:

I usually come up with the idea (...) and the music pattern. And I can't write any lyrics at all. That's just something I can't do. I might come up with a punchline, but as far as the lyrics, I forget that, immediately.
— Wonder over het schrijfproces met Henry Cosby en Sylvia Moy.

### Artistieke vrijheid bij Motown
In 1970 werd het album Signed, Sealed & Delivered uitgegeven. Hierop speelden onder anderen ook Syreeta Wright, met wie hij later dat jaar trouwde, en Lynda Laurence. Tijdens de optredens ter promotie van het album liet hij zich begeleiden door The Third Generation, een achtergrondkoortje bestaande uit Laurence, haar zus Sundray Tucker en nicht Terri Hendricks.
Op de eenentwintigste verjaardag van Wonder liep het door zijn moeder ondertekende contract bij Motown af. Hij hernieuwde het contract aanvankelijk niet en inde een miljoen dollar bij het label. Met dit geld liet hij zijn eigen muziekstudio bouwen en hij schreef zich in bij de University of Southern California. Een maand voor zijn verjaardag verscheen het album Where I'm Coming From. Wonder wilde meer artistieke vrijheid en die bereikte hij in maart 1972 met een nieuw contract bij Motown. Het label mocht zijn platen uitgeven, maar Wonder behield alle rechten op zijn muziek. Where I'm Coming From was al aanmerkelijk beïnvloed door de onderhandelingen tussen Wonder en Motown. Het was het eerste album dat hij volledig zelf produceerde en ook uit de inhoud van de door Wonder gezongen teksten blijkt een grotere onafhankelijkheid. In het nummer "I Wanna Talk to You" zingt hij bijvoorbeeld over racisme, een onderwerp waarover bij Motown niet of nauwelijks werd gezongen. Ook Marvin Gaye, met wie hij in de beginjaren had opgetreden, ontworstelde zich indertijd, met het album What's Going On in 1971, aan het strikte beleid van de platenbazen.
Het eerste album dat onder het tweede contract werd uitgegeven was Music of My Mind, in het voorjaar van 1972. De muziek voor deze plaat was al opgenomen tijdens de onderhandelingen. Wonder scheidde van Wright toen het album werd uitgegeven, maar schreef nog wel enkele liedjes van haar debuutalbum. Hij verzorgde in 1972 het voorprogramma van de Rolling Stones en bracht zo zijn muziek nog meer onder de aandacht van het blanke publiek. Wonder werkte voor Music of My Mind voor het eerst samen met het Britse elektronische-muziekduo Malcolm Cecil en Robert Margouleff, ook wel bekend als Tonto's Expanding Head Band. Deze samenwerking had onder meer tot gevolg dat Wonder veel gebruik ging maken van synthesizers en de talkbox in zijn muziek introduceerde.
In het najaar van 1972 bracht Motown het album Talking Book uit. De tournee met de Stones had tot gevolg dat twee van de singles van dit album, het energieke funknummer "Superstition" en het liefdesliedje "You Are the Sunshine of My Life", een succes werden. Beide platen bereikten de hoogste positie in de Amerikaanse hitlijst. Talking Book is, meer dan de voorgaande albums, een uiting van Wonders persoonlijke gevoelens en opvattingen:

Here is my music. It is all I have to tell you how I feel. Know that your love keeps my love strong.
— Wonder in de liner notes van de heruitgave van Talking Book in 2000.

Talking Book werd begin augustus 1973 gevolgd door Innervisions, een conceptalbum waarmee Wonder zijn visies op de maatschappij naar buiten bracht. Met het lied "Too High" waarschuwt hij voor de gevaren van drugs en in "Living for the City" beschrijft hij hoe moeilijk het leven van een zwarte man in New York was. Wonder werkte vaak tot diep in de nacht aan het schrijven en opnemen van de muziek. Bij de Grammy Awards in 1974 viel Wonder vier keer in de prijzen. Innervisions werd daarbij geprezen als het beste muziekalbum van 1973.
Drie dagen na de uitgave van Innervisions belandde Wonder in een coma ten gevolge van een auto-ongeluk. Op 6 augustus 1973 was hij met zijn neef John Wesley Harris onderweg naar een benefietconcert in North Carolina. Harris, die achter het stuur zat, verloor zijn concentratie en reed in op een semi-dieplader. Wonder raakte bewusteloos en Harris besloot hem met een andere auto naar een ziekenhuis in Winston-Salem te brengen. Toen Wonder na vier dagen bijkwam, kon hij tijdelijk niet meer ruiken en proeven. Op 25 maart 1974 gaf Wonder zijn eerste concert sinds het ongeluk in de Madison Square Garden. Drie dagen later speelde hij met onder anderen John Lennon en Paul McCartney. De opnamen van deze jamsessie werden uitgebracht als bootleg met de titel A Toot and a Snore in '74. Op 25 september 1974 trad Wonder samen met Elton John op in de Boston Garden. John en hij speelden hier een medley van "Superstition" en "Honky Tonk Women".
In het begin van de jaren zeventig doopte hij zijn achtergrondkoortje om tot Wonderlove, een naam die hij soms ook gebruikte voor zijn solowerk buiten Motown. Het label Epic Records gaf in 1974 het album Perfect Angel van Minnie Riperton uit. Wonder verzorgde hiervoor de arrangementen, speelde mee op enkele liedjes en werd onder de naam El Toro Negro als drummer vermeld. Riperton sloot zich in 1973 bij Wonderlove aan en was op haar beurt te horen op het in juli 1974 uitgegeven album Fulfillingness' First Finale. De liedjes "You Haven't Done Nothin'" en "Boogie on Reggae Woman" werden hiervan als single uitgegeven. In diezelfde periode schreef en produceerde hij grotendeels het album Stevie Wonder Presents: Syreeta van zijn ex-vrouw Syreeta Wright.
Op 15 augustus 1975 verlengde Wonder zijn contract met Motown. De nieuwe overeenkomst leverde hem volledige artistieke vrijheid en dertien miljoen dollar op. Wonder werkte in totaal twee jaar lang aan het schrijven en opnemen van het album Songs in the Key of Life, dat vaak gezien wordt als het laatste album uit zijn klassieke periode en als zijn magnum opus. Hij schreef in het najaar van 1975 ongeveer tweehonderd liedjes, waardoor de uitgave van Songs in the Key of Life telkens moest worden uitgesteld.

There were times when he'd stay in the studio 48 hours straight. You couldn't even get the cat to stop and eat!
— Bassist Nathan Watts over Wonders werk aan Songs in the Key of Life.

 Bij de uitreiking van de Grammy Awards in 1975 bedankte Paul Simon, die dat jaar de prijs voor het beste album won met Still Crazy After All These Years, Wonder voor het feit dat hij dat jaar geen album had gemaakt. Op Songs in the Key of Life staat "Contusion" (Engels voor kneuzing), het enige liedje waarin Wonder verwijst naar het auto-ongeluk. Het stond dertien weken op de nummer één-positie in de Amerikaanse albumlijst en in 1976 werd ook dit album bekroond met een Grammy Award.

### Jaren tachtig: commercieel succes

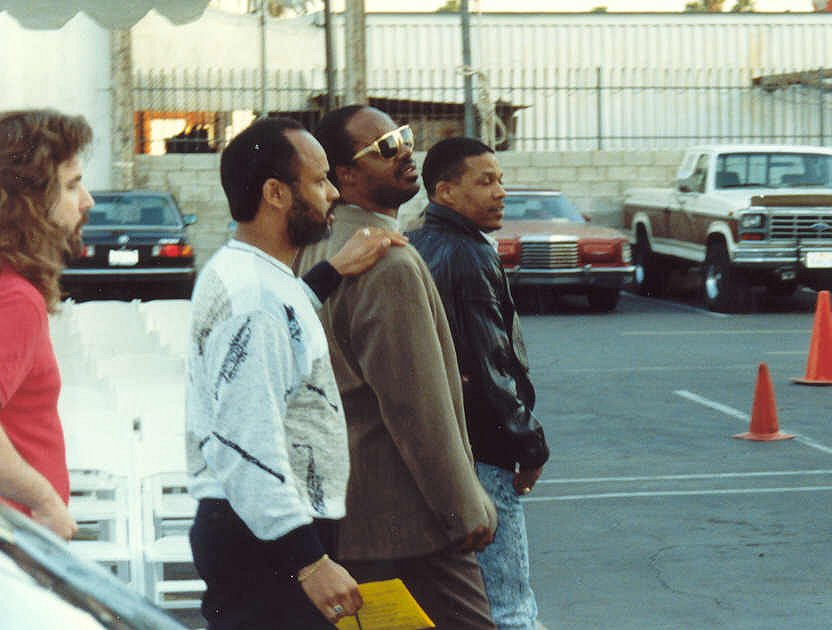
Stevie Wonder (met zonnebril) na afloop van een repetitie voor een optreden tijdens de uitreiking van de Grammy Awards in 1990

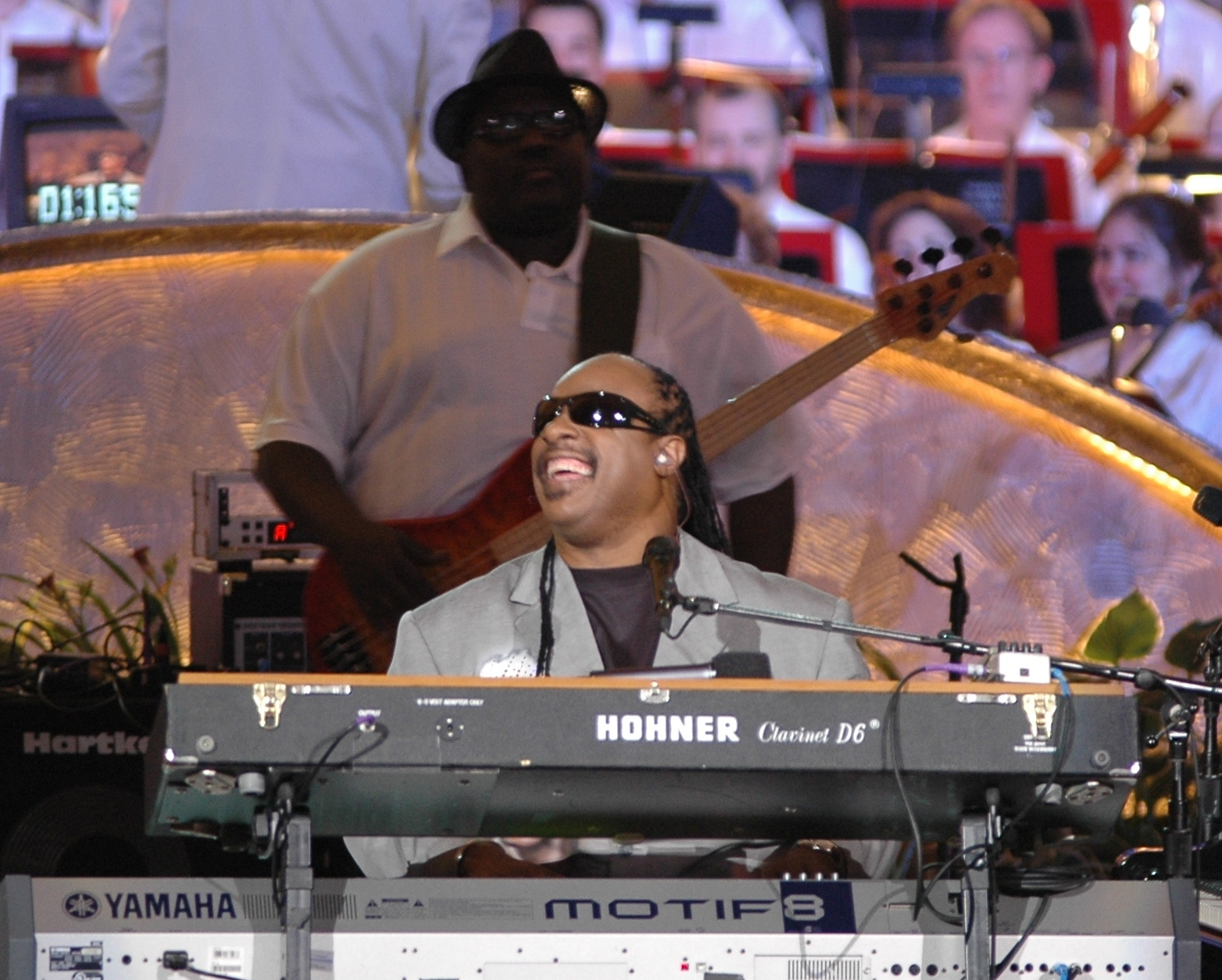
Met Nathan Watts in Washington D.C. in 2006

In de periode van 1976 tot 1979 nam Wonder niets op en werd enkel het verzamelalbum Looking Back uitgegeven. Hij bracht in 1977 een bezoek aan Fela Kuti in Nigeria om met hem te spelen in zijn thuisstudio, de Kalakuta Republic. In 1979 werd Journey Through The Secret Life of Plants uitgebracht, met filmmuziek voor The Secret Life of Plants. Deze door Walon Green geregisseerde natuurdocumentaire toonde met behulp van time-lapse-fotografie de groei en ontwikkeling van planten. Wonder schreef hiervoor grotendeels instrumentale newagemuziek aan de hand van gedetailleerde beschrijvingen door producent Michael Braun en geluidstechnicus Gary Olazabal.
De muziek op zijn twintigste studioalbum, Hotter than July (1980), kende invloeden uit de reggae en rap. Met een tweede plaats in de Britse hitlijst was dit zijn succesvolste album in het Verenigd Koninkrijk. Verder kwam er in 1982 een medley uit van Stars on 45 met hits uit zijn repertoire, Stars on Stevie, die in allerlei landen in de hitparades terechtkwam. Hoewel hij wel veel bleef optreden, nam hij in deze periode een stuk minder op dan in het vorige decennium. In de eerste helft van de jaren tachtig gaf Tamla/Motown een reeks singles uit van Wonder, waaronder "Master Blaster (Jammin')", "That Girl", "Ebony & Ivory" (met Paul McCartney) en "I Just Called to Say I Love You". In 1982 werd de compilatie Stevie Wonder's Original Musiquarium I uitgegeven. Het liedje "I Just Called to Say I Love You", dat deel uitmaakte van de soundtrack van "The Woman in Red", leverde Wonder in 1985 een Oscar en Grammy Award op. De clip werd opgenomen tijdens een concert in Ahoy Rotterdam. In dat jaar werkte hij mee aan "We Are the World" van USA for Africa.
Wonder werkte bijna vijf jaar aan het album In Square Circle (1985). Het liedje "Part-Time Lover" werd hiervan als single uitgebracht en bereikte de eerste plaats in de Amerikaanse hitlijst. In hetzelfde jaar werkte hij samen met Dionne Warwick aan een vertolking van het Burt Bacharach-nummer "That's What Friends Are For", die eveneens een Amerikaanse nummer één-hit werd. Daarnaast nam Wonder aan het eind van de jaren tachtig de singles "Get It" (met Michael Jackson) en "My Love" (met Julio Iglesias) op. In 1989 werd Wonder opgenomen in de Rock and Roll Hall of Fame.

### Jaren negentig
Wonder nam met Whitney Houston het liedje "We Didn't Know" op. Het staat op Houstons album I'm Your Baby Tonight en in 1992 werd het ook als single uitgegeven. Wonder en Houston traden in The Arsenio Hall Show op met "We Didn't Know" en "Superstition". Het album Conversation Peace uit 1995 was in commercieel opzicht teleurstellend, maar leverde Wonder wel twee Grammy Awards op voor de single "For Your Love". In het kader van de door American Express gesponsorde Charge Against Hunger/Natural Wonder Tour trad hij in elf Amerikaanse steden op. Een cover van Wonders compositie "Pastime Paradise" (van het album Songs in the Key of Life) door rapper Coolio, getiteld "Gangsta's Paradise", werd in het najaar van 1995 een nummer één-hit in vijftien landen, waaronder Nederland, België en het Verenigd Koninkrijk. Een jaar later zong Wonder samen met urbanpopartiest Babyface over huiselijk geweld op de single "How Come, How Long". Hierop volgde een periode van bijna tien jaar waarin hij niets opnam en ook niet meer optrad.

### Terugkeer en recente ontwikkelingen
In 2005 keerde hij terug met het album A Time to Love, waarop hij onder meer met Prince en Paul McCartney speelt. Op 2 juli 2005 trad hij op Live 8 op met de liedjes "Higher Ground" en "Master Blaster (Jammin')". In 2007 toerde hij voor het eerst weer rond, en wel met de tournee A Wonder Summer's Night. Na Jacksons overlijden bracht Wonder bij diens rouwdienst op 7 juli 2009 de liedjes "Never Dreamed You'd Leave in Summer" en "They Won't Go When I Go" ten gehore. Op 29 oktober 2009 trad hij met onder anderen Sting (als bassist), Jeff Beck en John Legend op ter gelegenheid van het vijfentwintigjarig bestaan van de Rock and Roll Hall of Fame. In oktober 2011 werd bekend dat muziek van Wonder te spelen zal zijn in het derde deel van het videospel Rock Band. Wonder nam voor het in november 2013 uitgegeven album Loved Me Back to Life van Céline Dion met haar opnieuw het liedje "Overjoyed" op. In januari 2014 trad Wonder met Daft Punk, Pharrell Williams en Nile Rodgers op tijdens de uitreiking van de 56e Grammy Awards.

## Opvattingen, liefdadigheid en activisme

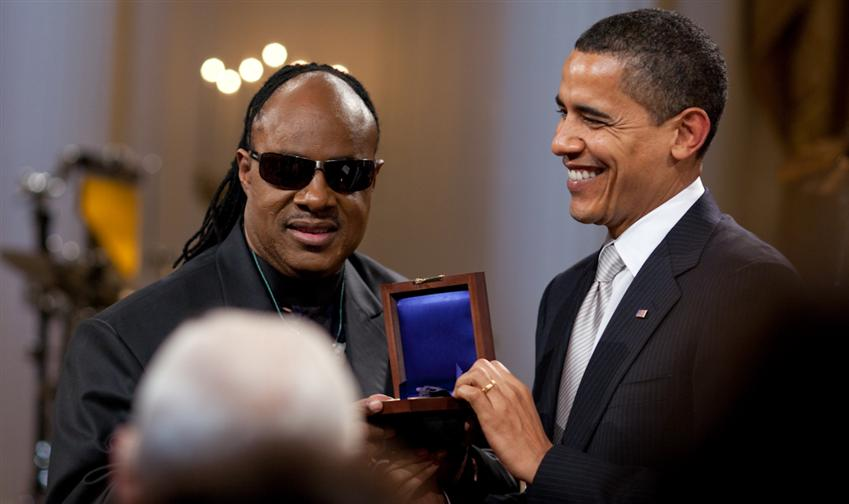
Stevie Wonder met Barack Obama, van wie hij op 25 februari 2009 de Gershwin Prize kreeg uitgereikt

Naast zijn muzikale loopbaan is Wonder een fervent activist. In de jaren zeventig gaf hij in zijn muziek voor het eerst uiting aan zijn morele en politieke standpunten. De liedjes "Living for the City" (van Innervisions) en "Black Man" (van Songs in the Key of Life) schetsen bijvoorbeeld een maatschappij waarin gekleurde mensen minder rechten krijgen. In de jaren tachtig liet hij zich nog meer kennen als politiek activist. Op 14 februari 1985 nam Wonder deel aan een protest tegen apartheid, waarbij hij gearresteerd werd, de single "Happy Birthday" hoorde bij een campagne voor de verwezenlijking van de Martin Luther Kingdag en hij was betrokken bij de Rainbow Coalition van Jesse Jackson. Zijn Oscar voor "I Just Called to Say I Love You" in 1985 droeg Wonder op aan Nelson Mandela, waardoor zijn muziek tijdelijk niet meer op Zuid-Afrikaanse radiostations gedraaid werd. Wonder heeft zich onder meer verzet tegen racisme, alcoholmisbruik en rijden onder invloed (het nummer Don't Drive Drunk van het album The Woman in Red). Hij protesteerde op 6 juni 1982 met Bob Dylan en Jackson Browne tegen kernenergie en geweld op Peace Sunday in Pasadena (Californië). Hij zamelt geld in voor verstandelijk gehandicapte en blinde kinderen via zijn Wonder Foundation, en zette zich in voor de bewustwording van (de gevaren van) aids. Zo nam hij in de jaren tachtig met Gladys Knight, Dionne Warwick en Elton John een cover op van That's What Friends Are For voor amfAR, een Amerikaanse non-profitorgansiatie die onderzoek doet naar aids. In 2014 kreeg hij de Presidential Medal of Freedom.

## Persoonlijk leven
Op 14 september 1970 trouwde Wonder met Syreeta Wright. De twee werkten op muzikaal vlak samen, ook na hun scheiding in 1972. Wright overleed op 6 juli 2004.
In de jaren zeventig had hij een relatie met Yolanda Simmons. De geboorte van hun eerste kind, Aisha Zakia (Swahili voor 'kracht' en 'intelligentie'), in april 1975 inspireerde hem tot het schrijven van "Isn't She Lovely?". In dit liedje is Aisha te horen. Dertig jaar later, op het album A Time to Love, zingt Aisha Morris op enkele liedjes mee. Op 16 april 1977 werd hun tweede kind geboren.
Wonder woonde van 1996 tot 2000 samen met kledingassistente Angela McAfee en trouwde in 2001 met modeontwerpster Karen Millard, die werkzaam is onder de naam Kai Milla. Haar zoon uit een vorig huwelijk werd vervolgens door Wonder geadopteerd. Wonder en Millard kregen samen twee kinderen. In 2012 vroeg Wonder een echtscheiding aan. In de zomer van 2017 trouwde Stevie Wonder met de 25 jaar jongere Tomeeka Robyn Bracy met wie hij in december 2014 dochter Nia kreeg.
In september 2019 onderging Wonder een niertransplantatie.

## Discografie
- 1962 · The Jazz Soul of Little Stevie
- 1962 · Tribute to Uncle Ray
- 1963 · With a Song in My Heart
- 1963 · Stevie at the Beach
- 1966 · Up-Tight
- 1966 · Down to Earth
- 1967 · I Was Made to Love Her
- 1967 · Someday at Christmas
- 1968 · Eivets Rednow
- 1968 · For Once in My Life
- 1968 · My Cherie Amour
- 1970 · Signed, Sealed & Delivered
- 1971 · Where I'm Coming From
- 1972 · Music of My Mind
- 1972 · Talking Book
- 1973 · Innervisions
- 1974 · Fulfillingness' First Finale
- 1976 · Songs in the Key of Life
- 1979 · Journey Through The Secret Life of Plants (soundtrack)
- 1980 · Hotter than July
- 1982 · Stevie Wonder's Original Musiquarium I (compilatiealbum met 4 nieuwe tracks)
- 1984 · The Woman in Red (soundtrack)
- 1985 · In Square Circle
- 1987 · Characters
- 1991 · Jungle Fever (soundtrack)
- 1995 · Conversation Peace
- 2005 · A Time to Love

### Voetnoten
1. ↑  In Lula Mae's biografie, getiteld Blind Faith: The Miraculous Journey of Lula Hardaway, Stevie Wonder's Mother, wordt "Stevland Judkins" als geboortenaam genoemd. Deze naam werd ook door Wonder gebruikt toen hij zijn handtekening onder de 'liner notes' van het album Songs in the Key of Live (1976) zette. In een latere uitgave van Lula Mae's biografie menen de schrijvers, Dennis Love en Stacy Brown, dat Wonder geboren werd als "Steveland Judkins". In het begin van de jaren zestig tekende Wonder een contract bij Motown Records. Hij gebruikte daarvoor een oude familienaam, "Stevie Morris". Zie hierover Ribowsky 2010, p. 11.
2. ↑  Over de herkomst van de naam "(Little) Stevie Wonder" doen ruwweg twee verschillende verhalen de ronde. Berry Gordy schreef in 1995 in zijn autobiografie, getiteld To Be Loved: The Music, the Magic, the Memories of Motown, dat hij bij het horen van Wonders muziek uitriep "boy, that kid's a wonder" en dat sindsdien de naam Wonder gebruikt wordt. Zie hierover Williams 2001, p. 24. Een meer populaire verklaring is dat Clarence Paul, die in de jaren daarna veel met hem zou samenwerken, op de artiestennaam Wonder kwam en had gezegd: "[w]e can't keep introducing him as 'The Eighth Wonder of the World" (Nederlands: 'we kunnen hem niet blijven introduceren als het achtste wereldwonder').

### Verwijzingen
1. ↑  Werner 2004, p. 9.
2. 1 2 3 4  Williams 2001, p. 24.
3. ↑  Werner 2004, p. 46.
4. ↑  Encyclopaedia Britannica: "Stevie Wonder"
5. 1 2 3  History of Rock. Stevie Wonder. Geraadpleegd op 1 juni 2011.
6. ↑  The Independent (18 juli 2011). "Rock in Rio adds extra day, Stevie Wonder to headline". Geraadpleegd op 8 oktober 2011.
7. ↑  Hulsman, Bernard (29 mei 2010). "Het recht op alle vrouwen ter wereld". NRC. Geraadpleegd op 7 februari 2011.
8. ↑  Jet (23 december 1976). "Stevie Wonder's father, 72, dies in veterans hospital". Geraadpleegd op 9 februari 2011.
9. ↑  The New York Times (9 juni 2006). "Lula Mae Hardaway, 76, Stevie Wonder's mother, dies". Geraadpleegd op 9 februari 2011.
10. ↑  Werner 2004, p. 40.
11. 1 2  The Independent (12 juli 2008). "Stevie Wonder: blind faith". Geraadpleegd op 7 februari 2011.
12. ↑  Perone 2006, p. 3.
13. 1 2  Perone 2006, p. 5.
14. ↑  Swenson 1986, p. 39.
15. ↑  Gulla, Bob (2008). Icons of R&B and Soul: Smokey Robinson and the Miracles; The Temptations; The Supremes; Stevie Wonder. Greenwood Publishing Group, pp. 315.. ISBN 9780313340468.
16. ↑  "The Soul Reformation: Phase three, soul music at the summit", aflevering 50 van John Gilliland's Pop Chronicles, op de website van UNT Digital Library.
17. ↑  Driving Wheel. Biografie van Lynda Laurence. Geraadpleegd op 1 juni 2011.
18. ↑  Davis, Sharon. "Lynda Laurence: supremely blessed". Blues and Soul. Geraadpleegd op 1 juni 2011.
19. ↑  Perone 2006, p. 25.
20. 1 2 3 4  Huey, Steve. Biografie van Stevie Wonder. Allmusic. Geraadpleegd op 10 februari 2011.
21. ↑  History of Rock. Biografie van Stevie Wonder. Geraadpleegd op 10 februari 2011.
22. ↑  Rolling Stone. Biografie van Stevie Wonder. Geraadpleegd op 10 februari 2011.
23. ↑  Perone 2006, p. 38-39.
24. ↑  Perone 2006, p. 49.
25. ↑  Werner 2004, p. 192.
26. ↑  Sullivan, James (29 augustus 2008). "Twisted tales: Stevie Wonder loses two more senses in severe car crash". Spinner. Geraadpleegd op 10 februari 2011.
27. ↑  Uncut (november 2011; take 147). "The 50 Greatest Bootlegs", p. 47. Uitg.: IPC Media.
28. ↑  Werner 2004, p. 198.
29. 1 2  Minnie Riperton op soulwalking.co.uk. Geraadpleegd op 1 juni 2011.
30. ↑  Jim Gilstrap op discomuseum.net. Geraadpleegd op 1 juni 2011.
31. ↑  Davis, Sharon. "Susaye Greene: the last supreme". Blues and Soul. Geraadpleegd op 1 juni 2011.
32. 1 2 3  Suosalo, Hekki. Deniece Williams. Soul Express. Geraadpleegd op 1 juni 2011.
33. ↑  Ryder, Caroline. "Pam Grier". Swindle Magazine. Geraadpleegd op 1 juni 2011.
34. 1 2  Lindblad, Peter (6 april 2010). "Lynda Laurence". Goldmine Magazine. Geraadpleegd op 1 juni 2011.
35. ↑  Discogs. "Minnie Riperton - Perfect Angel (Vinyl, LP, Album)". Geraadpleegd op 1 juli 2011.
36. 1 2 3  Lewis, John (2007). 1001 Albums You Must Hear Before You Die. Quintet Publishing Limited, pp. 372..
37. 1 2 3 4  George-Warren, Holly; Patricia Romanowski (2001). The Rolling Stone Encyclopedia of Rock & Roll. Rolling Stone Press, pp. 1079-1081..
38. 1 2  Buskin, Richard (december 2007). "Classic tracks: Stevie Wonder 'Pastime Paradise'". Sound on Sound. Geraadpleegd op 10 april 2011.
39. ↑  Gill, Andy (7 mei 2005). "Stevie Wonder: The vision of a genius". The Independent. Geraadpleegd op 10 april 2011.
40. ↑  Gulla, Bob (2008). Icons of R&B and Soul. ABC-CLIO, pp. 320..
41. ↑  Hutcheon, David (mei 2011). "A Change is Gonna Come". Mojo, p. 48-53.
42. 1 2  Huey, Steve. Biografie van Stevie Wonder. Allmusic. Geraadpleegd op 8 oktober 2011.
43. ↑  Peters, Mitchell (2 augustus 2007). "Wonder Embarking On Rare Tour In Late Summer". Billboard. Geraadpleegd op 29 december 2011.
44. 1 2  Brown, Jeremy K. (2010). Black Americans of Achievement — Stevie Wonder: Musician, p. 90. Uitg.: Infobase Publishing, ISBN 9781604136852.
45. ↑  Aswad, Jem (7 juli 2009). "Stevie Wonder Gives Heartfelt Performance At Michael Jackson Memorial". MTV. Geraadpleegd op 23 februari 2010.
46. ↑  Lustig, Jay (31 oktober 2009). "Jagger, Springsteen, Black Eyed Peas jam with U2 at rock hall concert". NJ.com. Geraadpleegd op 8 oktober 2011.
47. ↑  De Matos, Xav (6 oktober 2011). "Rock Band DLC to welcome Stevie Wonder and Coldplay". ShackNews. Geraadpleegd op 8 oktober 2011.
48. ↑  Coleman, Miriam (5 januari 2014). "Daft Punk to Perform With Stevie Wonder at the Grammys". Rolling Stone. Geraadpleegd op 26 januari 2014.
49. ↑  The Telegraph (26 februari 2009). "Barack Obama honours Stevie Wonder". Geraadpleegd op 8 oktober 2011.
50. ↑  The New York Times (27 maart 1985). "Stevie Wonder Music Banned in South Africa". Geraadpleegd op 21 augustus 2012.
51. ↑  Schwab, Nikki en Katy Adams (25 augustus 2011). "Stevie Wonder 'sees' the MLK Jr. Memorial". The Washington Examiner. Geraadpleegd op 8 oktober 2011.
52. 1 2  Stevie Wonder in de Notable Names Database (NNDB). Geraadpleegd op 21 november 2011.
53. ↑  Ribowsky 2010, p. 257.
54. 1 2  Jet (12 mei 1977), vol. 57, nr. 8. "Isn't He Lovely". Uitg.: Johnson Publishing Company, ISSN 0021-5996.
55. ↑  Spinner (12 april 2010). "Ooo, Baby Baby: Top Songs Inspired by Children". Geraadpleegd op 22 november 2011.
56. ↑  Ribowsky 2010, p. 301.
57. ↑  De Telegraaf (3 augustus 2012), "Stevie Wonder wil scheiden". Geraadpleegd op 3 augustus 2012.
58. ↑  Stevie Wonder voor derde keer getrouwd. www.nu.nl. Gearchiveerd op 20 juli 2017. Geraadpleegd op 21 juli 2017.

- Bibsys: 99058129
- Biblioteca Nacional de España: XX988927
- Bibliothèque nationale de France: cb139012734 (data)
- CiNii: DA02422374
- Gemeinsame Normdatei: 118771280
- International Standard Name Identifier: 0000 0001 0867 5094
- Library of Congress Control Number: n50013801
- Nationale Bibliotheek van Letland: 000007059
- MusicBrainz: 1ee18fb3-18a6-4c7f-8ba0-bc41cdd0462e
- Bibliotheek van het Japanse parlement: 00461361
- Nationale Bibliotheek van Tsjechië: xx0023589
- Nationale bibliotheek van Australië: 35580130
- Nationale Bibliotheek van Israël: 987007313855505171
- Nationale Bibliotheek van Polen: a0000002722791
- Nationale en Universitaire bibliotheek Zagreb: 000065929
- Nederlandse Thesaurus van Auteursnamen: 070118302
- Istituto Centrale per il Catalogo Unico: RAVV027507
- SNAC: w6pv6v42
- Système universitaire de documentation: 027524892
- Trove: 1002619
- Virtual International Authority File: 109145970289132252107
- WorldCat: E39PBJmpbdXPxHPhvXPr98b8G3